# Mohamed Ali Gharzoul
Mohamed Ali Gharzoul, né le 14 décembre 1985 à Tarbes, est un footballeur franco-tunisien.
Formé au Toulouse FC, il joue au poste de défenseur dans divers clubs, de même qu'au sein de l'équipe olympique tunisienne. Il mesure 1,88 m pour 82 kg.

## Biographie
Finaliste de la coupe de Tunisie 2006-2007 puis champion de Tunisie la saison suivante, il annonce qu'il ne prolonge pas son contrat avec le Club africain afin d'évoluer en Europe.
Le 11 juin 2008, il signe un contrat de deux ans avec le CS Sedan Ardennes. Convoqué en équipe nationale pour un match amical contre les Pays-Bas, il se blesse gravement au mois de janvier et termine prématurément la saison. Il ne revient sur les terrains que la saison suivante, en commençant le championnat au mois d'août avec l'équipe réserve puis, le 18 septembre 2009, en équipe première pour disputer en tant que titulaire le match de Ligue 2 opposant son équipe au Angers SCO.
En manque de temps de jeu au CS Sedan Ardennes et afin d'intégrer l'équipe nationale tunisienne pour les matchs qualificatifs[Lesquels ?], sous la houlette de son ancien coach Bertrand Marchand, il décide de résilier son contrat avec son club, qu'il avait pourtant prolongé d'un an en début de saison, pour s'engager avec l'Odense Boldklub. Cependant, à son arrivée au sein du club, le président licencie le staff technique et le directeur sportif pour manque de résultats ; il ne s'engage donc pas avec ce club. À la mi-janvier 2011, il revient au Club africain pour une durée d'un an et demi. Dans la dernière partie de la saison 2012, il s'engage en faveur d'un club iranien, le Rah Ahan Téhéran.

## Carrière
- juillet 2006-juillet 2008 : Club africain (Tunisie)
- juillet 2008-août 2010 : CS Sedan Ardennes (France)
- janvier-juillet 2011 : Club africain (Tunisie)
- mars-juillet 2012 : Rah Ahan Téhéran (Iran)

## Palmarès
- Championnat de Tunisie : vainqueur en 2008
- Coupe de Tunisie : finaliste en 2006